# 1617 en arts plastiques
| Années des arts plastiques : 1614 - 1615 - 1616 - 1617 - 1618 - 1619 - 1620    |
| Décennies des arts plastiques : 1580 - 1590 - 1600 - 1610 - 1620 - 1630 - 1640 |

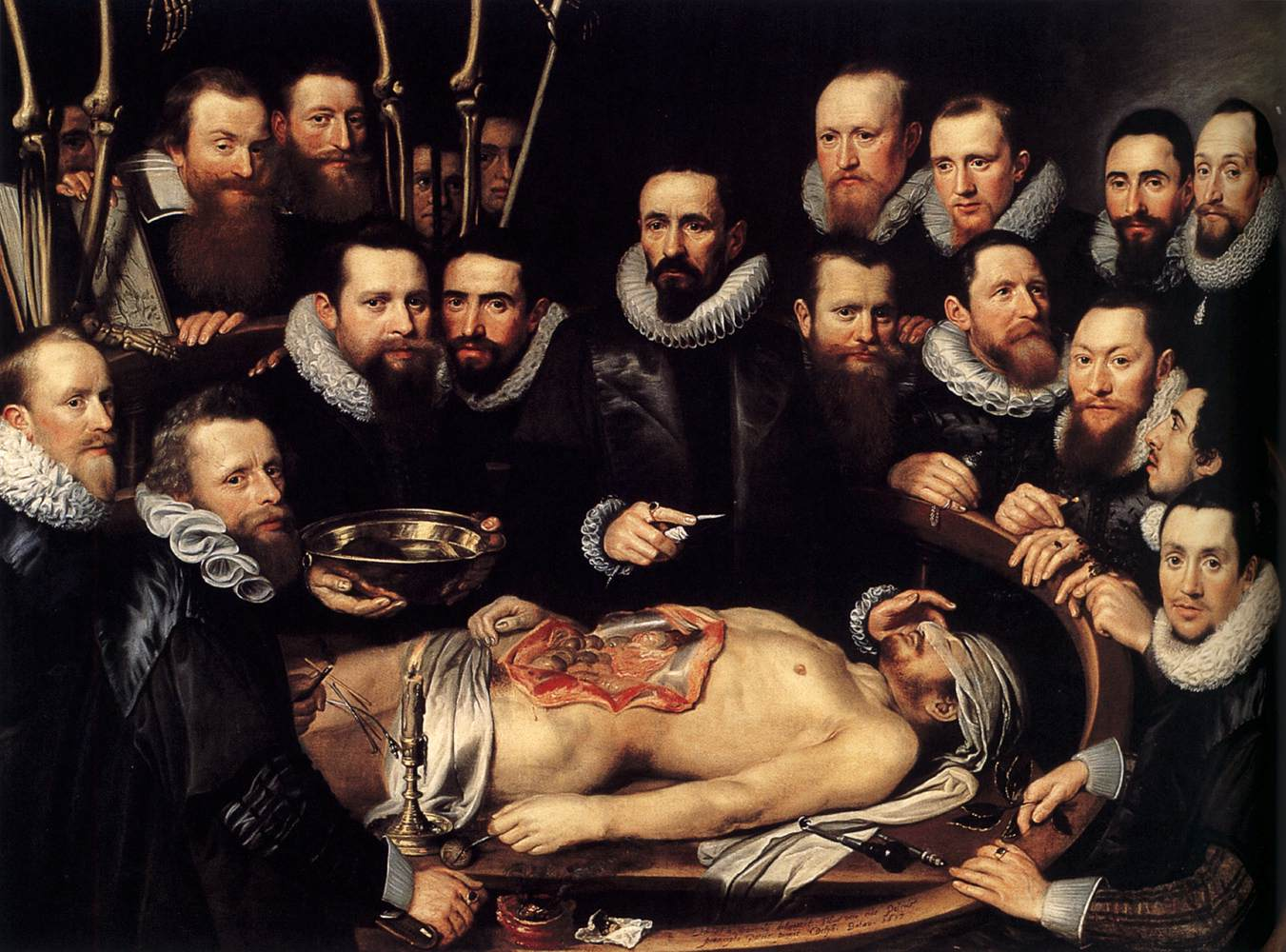
La leçon d'anatomie, de Michiel Jansz. van Mierevelt.

Cette page concerne l'année 1617 en arts plastiques.

## Naissances
- 7 décembre : Evaristo Baschenis, peintre baroque italien de l’école vénitienne († 16 mars 1677),
- 31 décembre : Bartolomé Esteban Murillo, peintre espagnol († 3 avril 1682),
- ? :
  - Gerard ter Borch, peintre de genre et de portraits néerlandais († 8 décembre 1681),
  - Jan Goedart, peintre néerlandais († 1668),
  - Emanuel de Witte, peintre néerlandais († 1692).

## Décès
- 1er janvier : Hendrik Goltzius, dessinateur, peintre et graveur néerlandais (° janvier ou février 1558),
- 11 avril : Jobst Harrich, peintre allemand (° 30 septembre 1579),
- Après le 20 septembre : Louis Finson, dit Finsonius, peintre flamand (° vers 1580),
- 2 octobre : Isaac Oliver, peintre miniaturiste anglais d'origine française (° vers 1566),
- ? :
  - Cristobal Llorens, peintre espagnol (° vers 1553),
  - Paul Vredeman de Vries, peintre et dessinateur allemand (° 1567).